# Гудков, Михаил Иванович
Михаил Иванович Гудко́в (8 [21] декабря 1904, Баку, Бакинская губерния, Российская империя — 19 марта 1983, Москва) — советский авиаконструктор и организатор авиапромышленности, главный конструктор по ряду самолётов (1939—1943). Лауреат Сталинской премии.

## Биография

### Ранние годы
Родился 8 (21 декабря) 1904 года в Баку в семье рабочего. Окончил школу 2-й ступени. В 1921—1924 годах — студент механического факультета Политехнического института (ныне Азербайджанская государственная нефтяная академия в Баку) по специальности «инженер-механик».
Был призван в РККА, направлен на учёбу в Ленинградскую Военно-теоретическую школу Красного воздушного флота. Учился также в школе красных лётчиков. Служил лётчиком.

### Работа в авиационной промышленности
После демобилизации в 1928 году, работал конструктором на авиазаводе № 39 (Москва). Затем, в 1930—1932 годах работал на авиазаводе № 1 имени Осоавиахима ведущим инженером и заместителем начальника производства, одновременно учился в МАИ, который окончил в 1934 году (самолётный факультет, по специальности «инженер-конструктор»).
В 1933—1936 годах работал в ЦАГИ начальником конструкторского бюро Опытного отдела. 
В 1936—1937 годах — заместитель главного инженера и начальник ОТК на авиазаводе № 126 (Комсомольск-на-Амуре). С 1937 года — старший инженер отдела Первого (самолётного) Главного управления Народного Комиссариата оборонной промышленности, а с января 1939 года — старший инженер самолётного (4-го) отдела Первого Главного управления НКАП СССР.
В конце апреля 1939 года — начальник 4-го отдела Первого управления В. П. Горбунов, сотрудники 4-го отдела Гудков и С. А. Лавочкин обратились с письмом к Наркому авиационной промышленности СССР с предложением создать самолёт с использованием нового материала дельта-древесины. В конце мая 1939 года было организовано новое ОКБ-301 при заводе № 301 (Химки, Московская область) для создания самолёта под коллективным руководством Горбунова, Лавочкина, Гудкова. С июля 1939 года главные конструкторы М. И. Гудков и С. А. Лавочкин работают под руководством начальника ОКБ-301 В. П. Горбунова. 29 августа 1939 года вышло Постановление Совнаркома № 243 о постройке 2-х цельнодеревянных самолётов И-301 (по номеру завода).
Приказом № 430 от 10 октября 1940 года НКАП самолёт ЛаГГ-3 принят в серийное производство. Впоследствии Гудков впервые обосновал установку на скоростной истребитель двигателя воздушного охлаждения М-82 разработки Швецова А. Д. (АШ-82) и успешно модифицировал самолёт ЛаГГ-3 (Гу-82) (июль-август 1941 г.). Горбунову подобное на своей модернизации ЛаГГ-3 (Г-1), в связи с начавшейся эвакуацией авиазавода № 31, не удалось. Лавочкину же это удалось сделать только через полгода после пробного полёта Гу-82. Лавочкин использовал все свои связи в НКАП, чтобы внедрение в серийное производство Гу-82 не произошло, и его самолёт на базе ЛаГГ-3, ЛаГГ-5 (потом переименованный в Ла-5) с таким же двигателем, пошёл в производство.
В декабре 1940 года Гудков был назначен начальником ОКБ-301 (Химки, Московская область). Это ОКБ 16 октября 1941 года было эвакуировано вместе с заводом № 301 на территорию авиационного завода № 153 в Новосибирск. Но уже в апреле 1942 года Гудков с частью коллектива ОКБ-301 возвращается в Химки, а в сентябре 1942 года ОКБ-301 из Новосибирска переведено на территорию завода № 156 в Горьком.
В 1943 году Гудков продолжил работать над самолётом Гу-1, проект которого был остановлен в начале войны по приказу НКАП. 12 июня 1943 года самолёт Гу-1 выкатили на взлётно-посадочную полосу Центрального аэродрома. Для испытания самолёта был приглашён лётчик-испытатель подполковник Никашин А. И. Первый испытательный полёт Гу-1 окончился катастрофой, в которой Никашин погиб. На основании выводов комиссии Гудкова обвинили в серьёзных ошибках в расчётах и при сборке самолёта. Нарком А. И. Шахурин доложил о выводах комиссии И. В. Сталину и предложил лишить Гудкова звания главный конструктор 2-й степени и запретить заниматься конструкторской деятельностью. Сталин согласился и приказом НКАП от 6 июля 1943 года Гудков был лишён звания главного конструктора и направлен заместителем начальника ОТК завода № 84, а коллектив ОКБ-301 в Горьком был передан в ОКБ-21 под руководством С. А. Лавочкина.
В период 1944—1946 годы Гудков работал на заводе № 51 (Реутов, Московская область) заместителем главного конструктора по лётным испытаниям.
В 1946—1953 годах — ответственный руководитель работ ОКБ-2 Опытного завода № 1 на базе авиазавода № 458 (пос. Иваньково, Дубна, Московская область) (впоследствии ОАО «Дубненский машинстроительный завод имени Н. П. Фёдорова»). В декабре 1948 года был назначен ответственным руководителем по экспериментальному самолёту «346» с жидкостным реактивным двигателем, включая испытания и доводку до серийного производства на этом же заводе.
В 1953—1955 годах — начальник ОКБ-491 в городе Кимры при заводе № 491 по выпуску станочного оборудования для авиационной промышленности.
В 1956 году был назначен главным конструктором ОКБ-424 по созданию дирижаблей, аэростатов, аэрозондов (позже, в конце 1950-х ОКБ переименовано в ДКБА — «Долгопрудненское конструкторское бюро автоматики»).
С 1959 года — на заводе «Универсал» (впоследствии «Московский конструкторско-производственный комплекс „Универсал“»), где занимался созданием парашютных систем.
Под руководством Гудкова созданы самолёты Гу-82 (март 1941), К-37 (май 1941), Гу-1 (июнь 1943), Гу-2 (в проекте), Гу-ВРД (в проекте, март 1943), стратостат «СС»-«Волга» (сентябрь 1962)

### Смерть
Михаил Иванович Гудков последние годы жил в Москве, он умер 19 марта 1983 года вследствие ишемического инсульта. Похоронен на Преображенском кладбище.

## Награды и звания
- Орден Трудового Красного Знамени (1945)
- Медаль «За оборону Сталинграда»
- Сталинская премия I степени (14 марта 1941) — за разработку новой конструкции самолёта